# Fatma Kachroudi
Fatma Kachroudi, née le 9 avril 1976, est une athlète handisport tunisienne, active principalement dans le lancer du disque F37.
Elle remporte une médaille de bronze aux Jeux paralympiques d'été de 2004 à Athènes. Quatre ans plus tard, lors des Jeux paralympiques d'été de 2008, elle ne remporte aucune médaille au lancer du disque F37/38 et au lancer du poids F37-38.